# Воинское кладбище № 57 (Усьце-Горлицке)
 Памятник культуры Малопольского воеводства: регистрационный номер А-731 от  11 июля 1994 года.

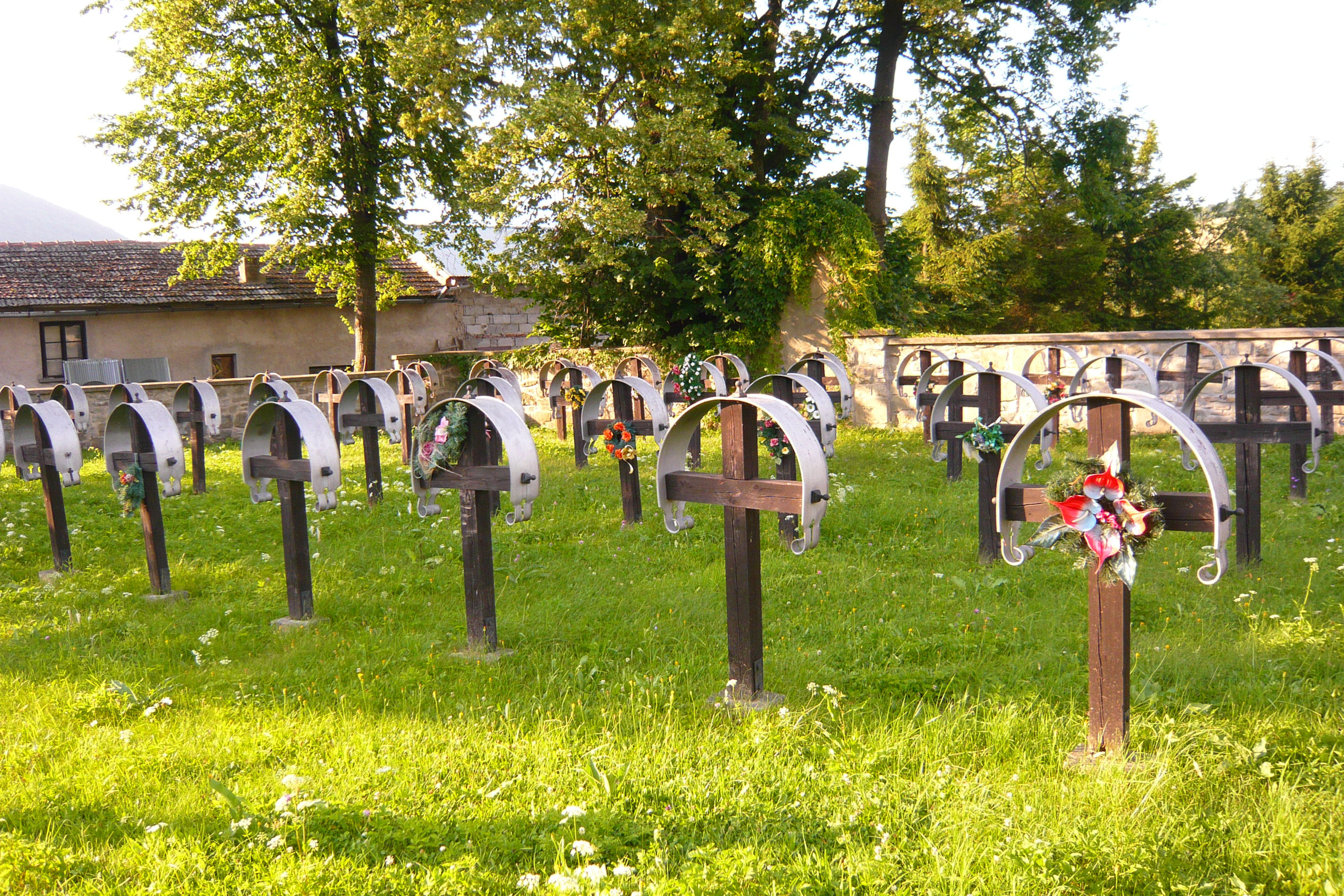
Вид кладбища

Воинское кладбище № 57 — Усце-Горлицке (пол. Cmentarz wojenny nr 57 - Uście Gorlickie) — воинское кладбище, находящееся в селе Усце-Горлицке, гмина Усце-Горлицке, Горлицкий повят, Малопольское воеводство. Кладбище входит в группу Западногалицийских воинских захоронений времён Первой мировой войны. На кладбище похоронены военнослужащие Австро-Венгерской и Российской армий, погибшие во время Первой мировой войны в марте-апреле 1915 года. Исторический памятник Малопольского воеводства.

## История
Кладбище было основано в 1915 году по проекту словацкого архитектора Душана Юрковича. На кладбище площадью 424 квадратных метра находится 2 братских и 45 индивидуальных могил, в которых похоронены 48 австро-венгерских и 11 русских солдат из Омского 96-го пехотного полка и Новгородского 10-го драгунского полка.
11 июля 1994 года кладбище было внесено в реестр исторических памятников Малопольского воеводства (№ А- 731).

## Описание
Кладбище располагается в центре села Усце-Горлицке при дороге на село Высова и соседствует с приходским деревенским кладбищем. Кладбище окружено каменной стеной высотой около одного метра. После реставрации на крестах не были укреплены оригинальные таблички с именами похороненных. На кладбище находятся два памятника: один из них располагается при входе на кладбище, другой памятник с нечитаемой надписью находится с тыльной части ограды.

## Источник
- Oktawian Duda: Cmentarze I wojny światowej w Galicji Zachodniej. Warszawa: Ośrodek Ochrony Zabytkowego Krajobrazu, 1995. ISBN 83-85548-33-5.